# Lambda Literary Award for Lesbian Fiction
Le Lambda Literary Award for Lesbian Fiction (Prix Lambda Literary de fiction lesbienne) est un prix littéraire annuel remis par la Lambda Literary Foundation (en) pour une œuvre de fiction sur le thème du lesbianisme. Comme le prix s'intéresse à la place du thème dans l'ouvrage, et non à la sexualité ou au genre de l'écrivain, les hommes et les femmes hétérosexuels peuvent également être nommés ou gagner le prix, ce qui ne s'est toutefois encore jamais produit.

## Nommés et lauréats
| Année | Gagnant                                                                                    | Nommés |
| ----- | ------------------------------------------------------------------------------------------ | --- |
| 1989  | Dorothy Allison, Trash: Short Stories (en)                                                 | - Rita Mae Brown, Bingo - Jan Clausen, The Prosperine Papers - Camarin Grae (en), The Secret in the Bird - Sarah Schulman, After Delores |
| 1990  | Nisa Donnelly (en), The Bar Stories: A Novel After All                                     | - Valerie Miner (en), Trespassing and Other Stories - Jane Rule, After the Fire - May Sarton, Education of Harriet Hatfield - Shay Youngblood (en), The Big Mama Stories |
| 1991  | Paula Martinac (en), Out of Time                                                           | - Jane DeLynn, Don Juan in the Village - Melanie Kaye/Kantrowitz (en), My Jewish Face - Anna Livia Julian Brawn (en), Incidents Involving Mirth - Sarah Schulman, People in Trouble |
| 1992  | Blanche McCrary Boyd (en), The Revolution of Little Girls Jewelle Gomez, The Gilda Stories | - Anna Livia Julian Brawn (en), Minimax - Judith McDaniel, Just Say Yes - Diane Salvatore, Benediction |
| 1993  | Judith Katz, Running Fiercely Toward a High Thin Sound                                     | - Carol Anshaw (en), Aquamarine - Madelyn Arnold, On Ships at Sea - Rebecca Brown (en), Terrible Girls - Sarah Schulman, Empathy |
| 1994  | Jeanette Winterson, Written on the Body                                                    | - Leslie Feinberg, Stone Butch Blues - Jenifer Levin (en), Sea of Light - Paula Martinac (en), Home Movies - Joan Nestle and Naomi Holoch, Women on Women 2 |
| 1995  | Rebecca Brown (en), The Gifts of the Body (en)                                             | - Emma Donoghue, Sir Fry - Ellen Galford (en), The Dyke and the Dybbuk - Heather Lewis (en), House Rules - Eileen Myles, Chelsea Girls |
| 1996  | Jacqueline Woodson, Autobiography of a Family Photo                                        | - Lucy Jane Bledsoe, Sweat - Louise Blum, Amnesty - Stephanie Grant, Passion of Alice - Sarah Schulman, Rat Bohemia |
| 1997  | Achy Obejas (en), Memory Mambo                                                             | - Carol Anshaw (en), Seven Moves - Sarah Van Arsdale, Toward Amnesia - Rebecca Brown (en), What Keeps Me Here - Barbara Wilson, If You Had a Family |
| 1998  | Elana Dykewomon, Beyond the Pale                                                           | - Persimmon Blackbridge (en), Prozac Highway - Blanche McCrary Boyd (en), Terminal Velocity - Frankie Hucklenbroich, A Crystal Diary - Ruthann Robson (en), A/K/A |
| 1999  | Dorothy Allison, Cavedweller                                                               | - Sharon Bridgforth (en), the bull-jean stories - Rebecca Brown (en), The Dogs - Erika Lopez (en), They Call Me Mad Dog - Sarah Schulman, Shimmer |
| 2000  | Sarah Waters, Caresser le velours                                                          | - Anna Livia Julian Brawn (en), Bruised Fruit - Terri de la Pena, Faults - Elizabeth Stark, Shy Girl - Barbara Wilson, Salt Water and Other Stories |
| 2001  | Michelle Tea, Valencia                                                                     | - Stacey D'Erasmo (en), Tea - Sarah Waters, Affinity - Jeanette Winterson, The Powerbook - Shay Youngblood (en), Black Girl in Paris |
| 2002  | Achy Obejas (en), Days of Awe                                                              | - Sylvia Brownrigg (en), Pages for You - Alexandra Grilikhes, Yin Fire - Erika Lopez (en), Hoochie Mama: The Other White Meat - Ann Wadsworth, Light, Coming Back |
| 2003  | Sarah Waters, Du bout des doigts                                                           | - Carol Anshaw (en), Lucky in the Corner - Lynn Breedlove, Godspeed - Nicola Griffith, Stay - Lydia Kwa (en), This Place Called Absence |
| 2004  | Nina Revoyr, Southland                                                                     | - Lucy Jane Bledsoe, This Wild Silence - Susan J. Leonardi, And Then They Were Nuns - Ann-Marie MacDonald, The Way the Crow Flies - Carla Trujillo (en), What Night Brings |
| 2005  | Stacey D'Erasmo (en), A Seahorse Year                                                      | - Emma Donoghue, Life Mask - Maggie Dubris, Skels - Valerie Miner (en), Abundant Light - Susan Stinson (en), Venus of Chalk |
| 2006  | Abha Dawesar, Babyji                                                                       | - Helen Humphreys (en), Wild Dogs - Lauren Sanders, With or Without You - Karen X. Tulchinsky (en), The Five Books of Moses Lapinsky - Jeanette Winterson, Lighthousekeeping |
| 2007  | Sarah Waters, The Night Watch                                                              | - J. D. Glass, Punk Like Me - Leslie Larson, Slipstream - Sheila Ortiz Taylor, Outrageous - Michelle Tea, Rose of No Man’s Land |
| 2008  | Ali Liebegott, The IHOP Papers                                                             | - Lucy Jane Bledsoe, Biting the Apple - Mari SanGiovanni, Greetings from Jamaica - Sarah Schulman, The Child - Julia Watts (en), The Kind of Girl I Am - Jess Wells, The Mandrake Broom |
| 2009  | Emma Donoghue, The Sealed Letter Chandra Mayor (en), All the Pretty Girls                  | - Ivan Coyote (en), The Slow Fix - Stephanie Grant, Map of Ireland - Ruth Perkinson, Breaking Spirit Bridge |
| 2010  | Jill Malone, A Field Guide to Deception                                                    | - Elana Dykewomon, Risk - Nairne Holtz, This One's Going to Last Forever - Jennifer McMahon (en), Dismantled - Emma Pérez, Forgetting the Alamo, or, Blood Memory |
| 2011  | Eileen Myles, Inferno (a poet’s novel)                                                     | - Lucy Jane Bledsoe, Big Bang Symphony - Carol Guess (en), Homeschooling - Zelda Lockhart (en), Fifth Born II: The Hundredth Turtle - Zoe Whittall (en), Holding Still for as Long as Possible |
| 2012  | Farzana Doctor (en), Six Metres of Pavement                                                | - Shannon Cain, The Necessity of Certain Behaviors - Kristyn Dunnion (en), The Dirt Chronicles - Hillary Jordan, When She Woke - Nina Revoy (en), Wingshooters |
| 2013  | Thrity Umrigar (en), The World We Found                                                    | - Carol Anshaw (en), Carry the One - Ellis Avery, The Last Nude - Jesse Blackadder, The Raven’s Heart - Catherine Jones, Wonder Girls - B. K. Loren (en), Theft |
| 2014  | Chinelo Okparanta, Le bonheur, comme l'eau                                                 | - E.E. Charlton-Trujillo (en), Fat Angie - T. Greenwood, Bodies of Water - Christiana Harrell, Cream - Wally Lamb, Nous sommes l’eau - Ali Liebegott, Cha-Ching! - Jean Ryan, Survival Skills - Jeanette Winterson, The Daylight Gate - Chavisa Woods (en), The Albino Album - Kate Worsley, She Rises            |
| 2015  | Alexis De Veaux (en), Yabo                                                                 | - Ann-Marie MacDonald, Adult Onset - Qiu Miaojin, La Lettre-testament de Montmartre - Francine Prose, Lovers at the Chameleon Club, Paris 1932 - M. B. Caschetta, Miracle Girls - Shelly Oria (en), New York 1, Tel Aviv 0 - Brandy T. Wilson, The Palace Blues - Sarah Waters, Derrière la porte                 |
| 2016  | Chinelo Okparanta, Sous les branches de l'udala                                            | - Virginie Despentes, Apocalypse Baby - Mecca Jamilah Sullivan, Blue Talk and Love - Tiya Alicia Miles (en), The Cherokee Rose - Miranda July, Le premier méchant - LaShonda Katrice Barnett (en), Jam on the Vine - Debra Busman, Like a Woman - Violette Leduc, Thérèse et Isabelle                             |
| 2017  | Nicole Dennis-Benn, Here Comes the Sun                                                     | - Kathy Anderson, Bull & Other Stories - Lynda A. Archer, Tears in the Grass - Lucy Jane Bledsoe, A Thin Bright Line - M. B. Caschetta, Pretend I’m Your Friend - Lynn C. Miller, The Day After Death - Cathleen Schine, They May Not Mean To, But They Do - Jacqueline Woodson, Another Brooklyn                 |
| 2018  | Carmen Maria Machado, Her Body and Other Parties                                           | - Roxane Gay, Difficult Women - S. J. Sindu (en), Marriage of a Thousand Lies - Anne Garréta, Pas un jour - Leona Beasley, Something Better than Home - Chavisa Woods (en), Things to Do When You’re Goth in the Country - Ariel Gore (en), We Were Witches - Patricia A. Smith, The Year of Needy Girls          |
| 2019  | Larissa Lai (en), The Tiger Flu                                                            | - Melibea Obono, La Bastarda - Lucy Jane Bledsoe, The Evolution of Love - Nona Casper, The Fifth Woman - Sarah Schulman, Maggie Terry - Genevieve Hudson, Pretend We Live Here - Amber Dawn (en), Sodom Road Exit - Krystal A. Smith, Two Moons: Stories                                                          |
| 2020  | Nicole Dennis-Benn, Patsy                                                                  | - Carolina de Robertis (en), Cantoras - Janice Gould (en), A Generous Spirit: Selected Work by Beth Brant - Kristen Arnett (en), Mostly Dead Things - Shannon Pufahl, On Swift Horses - Mathangi Subramanian, A People's History of Heaven - Jacqueline Woodson, Red at the Bone - Madeline Fitch, Stay and Fight |
| 2021  | Juli Delgado Lopera, Fiebre Tropical                                                       | - K-Ming Chang (en), Bestiary - Francesca Ekwuyasi, Butter Honey Pig Bread - Jennifer Steil (en), Exile Music - Jean Kyoung Frazier (en), Pizza Girl |
| 2022  | Mia McKenzie (en), Skye Falling                                                            | - Lauren Groff, Matrix - Kirstin Valdez Quade (en), The Five Wounds - Venita Blackburn, How to Wrestle a Girl - Kristen Arnett (en), With Teeth |
| 2023  | Gods of Want de K-Ming Chang                                                               | - Big Girl: A Novel de Mecca Jamilah Sullivan - Jawbone de Mónica Ojeda, traduit de l'espagnol par Sarah Booker - Nightcrawling de Leila Mottley - Our Wives Under the Sea: A Novel de Julia Armfield |
| 2024  | Biography of X, Catherine Lacey                                                            | - Big Swiss, Jen Beagin - Biography of X, Catherine Lacey - Organ Meats, K-Ming Chang - Our Hideous Progeny, C.E. McGill - Pomegranate, Helen Elaine Lee |